# كاي وانغ
كاي وانغ (بالصينية: 王凱) هو ممثل صيني، ولد في 18 أغسطس 1982 بووهان في الصين.

## وصلات خارجية
- كاي وانغ على موقع IMDb (الإنجليزية)
- كاي وانغ على موقع قاعدة بيانات الفيلم (الإنجليزية)